# Dôme de Paris - Palais des Sports
O Dôme de Paris - Palais des Sports é uma grande sala de espetáculos localizada na Place de la Porte-de-Versailles no 15º arrondissement de Paris. Pode acomodar até mais de cinco mil espectadores.

## Fundo
O local foi construído em 1959 para substituir o antigo Vel 'd'Hiv na Porte de Versailles. Com capacidade para 4.600 lugares, era o maior local de Paris. Os arquitetos e engenheiros criaram uma cúpula com a estrutura mais leve já projetada no mundo, composta por 1.100 painéis de alumínio.
Desde sua primeira temporada, já apresentou shows e shows, como Little Mix, The Beatles, The Rolling Stones, Grateful Dead, Pink Floyd, Genesis, Josephine Baker, U2, Liza Minnelli, Diana Ross, Dalida, Johnny Hallyday, Sylvie Vartan, Harlem Globetrotters e Holiday on Ice, além de eventos como lutas de boxe. É notável por ser o local onde estreou a produção francesa original de 1980 de Les Miserables.
Ao longo dos anos, pessoas de todo o mundo vêm ao Dôme de Paris para ver lendas do music hall e do esporte, dançarinos, patinadores no gelo, espetáculos de circo, espetáculos musicais (Les Dix Commandements, Le Roi Soleil) e outros espetáculos como os dirigido por Robert Hossein, pioneiro em grandes espetáculos franceses.

## Ligação externa
- Página oficial